# East Windsor
East Windsor est une ville située dans le comté de Hartford, dans l'État du Connecticut (États-Unis). Lors du recensement de 2010, East Windsor avait une population totale de 11 162 habitants.

## Géographie
Selon le Bureau du Recensement des États-Unis, la superficie de la ville est de 26,82 milles carrés (69,46 km2), dont 26,25 milles carrés (67,99 km2) de terres et 0,57 milles carrés (1,48 km2) de plans d'eau (soit 2,1 %).

## Histoire
East Windsor devient une municipalité indépendante de Windsor en 1768. La ville s'appelait jusqu'à alors Windsor Farms.

## Démographie
D'après le recensement de 2000, il y avait 9 818 habitants, 4 078 ménages, et 2 556 familles dans la ville. La densité de population était de 144,2 hab/km2. Il y avait 4 356 maisons avec une densité de 64,0 maisons/km2. La décomposition ethnique de la population était : 91,47 % blancs ; 4,09 % noirs ; 0,16 % amérindiens ; 2,00 % asiatiques ; 0,04 % natifs des îles du Pacifique ; 0,83 % des autres races ; 1,41 % de deux ou plus races. 2,11 % de la population était hispanique ou Latino de n'importe quelle race.
Il y avait 4 078 ménages, dont 27,5 % avaient des enfants de moins de 18 ans, 48,7 % étaient des couples mariés, 10,1 % avaient une femme qui était parent isolé, et 37,3 % étaient des ménages non-familiaux. 30,0 % des ménages étaient constitués de personnes seules et 9,5 % de personnes seules de 65 ans ou plus. Le ménage moyen comportait 2,34 personnes et la famille moyenne avait 2,94 personnes.
Dans la ville la pyramide des âges était 22,2 % en dessous de 18 ans, 6,2 % de 18 à 24, 33,1 % de 25 à 44, 23,8 % de 45 à 64, et 14,7 % qui avaient 65 ans ou plus. L'âge médian était 39 ans. Pour 100 femmes, il y avait 96,4 hommes. Pour 100 femmes de 18 ans ou plus, il y avait 92,6 hommes.
Le revenu médian par ménage de la ville était 51 092 dollars US, et le revenu médian par famille était 60 694 $. Les hommes avaient un revenu médian de 39 785 $ contre 33 446 $ pour les femmes. Le revenu par habitant de la ville était 24 899 $. 4,1 % des habitants et 3,5 % des familles vivaient sous le seuil de pauvreté. 2,9 % des personnes de moins de 18 ans et 4,6 % des personnes de plus de 65 ans vivaient sous le seuil de pauvreté.
| 1820  | 1840  | 1850  | 1860  | 1870  | 1880  |
| ----- | ----- | ----- | ----- | ----- | ----- |
| 3 400 | 3 600 | 2 633 | 2 580 | 2 882 | 3 019 |

| 1890  | 1900  | 1910  | 1920  | 1930  | 1940  |
| ----- | ----- | ----- | ----- | ----- | ----- |
| 2 890 | 3 158 | 3 362 | 3 741 | 3 815 | 3 967 |

| 1950  | 1960  | 1970  | 1980  | 1990   | 2000  |
| ----- | ----- | ----- | ----- | ------ | ----- |
| 4 859 | 7 500 | 8 513 | 8 925 | 10 081 | 9 818 |

| 2010   | - | - | - | - | - |
| ------ | - | - | - | - | - |
| 11 162 | - | - | - | - | - |